# Shah Shahiran
Shah Shahiran  (* 14. November 1999 in Singapur), mit vollständigen Namen Nur Muhammad Shah bin Shahiran, ist ein singapurischer Fußballspieler.

## Karriere

### Verein
Shah Shahiran erlernte das Fußballspielen in der Schulmannschaft der  Singapore Sports School und in der National Football Academy in Singapur. Seinen ersten Vertrag unterschrieb er 2018 bei den Tampines Rovers. Der Verein spielte in der ersten Liga, der Singapore Premier League. Die Vizemeisterschaft mit den Rovers feierte er 2019. Im November 2019 stand er mit dem Klub im Endspiel des Singapore Cup. Hier gewann man mit 2:0 gegen den Warriors FC. Den Singapore Community Shield gewann der Klub 2020. Das Spiel gegen Hougang United gewann man mit 3:0. Am 14. April 2021 trat er seinen Militärdienst bei den Streitkräften an. Vom 9. September 2021 bis zum 9. Februar 2023 wurde er von den Streitkräften an die Young Lions ausgeliehen. Die Young Lions sind eine U23-Mannschaft, die 2002 gegründet wurde. In der Elf spielen U23-Nationalspieler und auch Perspektivspieler. Ihnen soll die Möglichkeit gegeben werden, Spielpraxis in der ersten Liga, der Singapore Premier League, zu sammeln. Hier bestritt er 26 Erstligaspiele und schoss dabei zwei Tore. Nach Ende des Wehrdienstes kehrte er im Februar 2023 zu seinem ehemaligen Verein Tampines Rovers zurück.

### Nationalmannschaft
Shah Shahiran spielte von 2021 bis 2022 neunmal in der singapurischen U23-Nationalmannschaft. Sein Debüt in der singapurischen Nationalmannschaft gab er am 29. März 2022 in einen Freundschaftsspiel gegen die Philippinen. Bei dem 2:0-Erfolg im Nationalstadion wurde er in der 87. Minute für Song Ui-young eingewechselt.

## Erfolge
Tampines Rovers
- Singapurischer Vizemeister: 2019
- Singapore Cup: 2019
- Singapore Community Shield: 2020